# ホスホセリン
ホスホセリン（Phosphoserine）はセリンとリン酸のエステルで、アミノ酸の1種である。ホスホセリンはカゼインを始め、翻訳後修飾を受けた多くのリンタンパク質の構成成分となっている。
セリンのヒドロキシル基のリン酸化は、何種類かのキナーゼによって行われる。